# David Gilmour (album)
David Gilmour è il primo album in studio del cantautore britannico David Gilmour, pubblicato il 26 maggio 1978 dalla Harvest Records e dalla EMI.

## Descrizione
Il disco fu registrato presso i SuperBear Studios, situati in Francia, nei quali Gilmour si servì di alcuni componenti del suo vecchio gruppo lasciato prima dell'ingresso nei Pink Floyd, i Jokers Wild, quali Rick Wills e Willie Wilson.
Nel 2006 è uscita una versione rimasterizzata dell'album con dei fade out più estesi per un totale di 2 minuti e 22 secondi in più rispetto alla prima edizione.

## Tracce
Testi e musiche di David Gilmour, eccetto dove indicato.
Lato A
1. Mihalis – 5:46
2. There's No Way Out of Here – 5:08 (Ken Baker)
3. Cry from the Street – 5:13 (David Gilmour, Electra Stuart)
4. So Far Away – 6:05

Lato B
1. Short and Sweet – 5:30 (David Gilmour, Roy Harper)
2. Raise My Rent – 5:33
3. No Way – 5:32
4. Deafinitely – 4:37
5. I Can't Breathe Anymore – 3:05

## Formazione
Musicisti
- David Gilmour – chitarra, tastiera, voce e pianoforte (traccia 4)
- Rick Wills – basso e voce
- Willie Wilson – batteria e percussioni
- Carlena Williams, Debbie Doss, Shirley Roden – cori (tracce 2 e 4)
- Mick Weaver – pianoforte (traccia 4)

Produzione
- David Gilmour – produzione
- John Etchells, Nick Griffiths – ingegneria del suono
- Patrick Jauneaud – assistenza tecnica

## Classifiche
| Classifica (1978) | Posizione massima |
| ----------------- | ----------------- |
| Germania          | 17                |
| Italia            | 80                |
| Nuova Zelanda     | 22                |
| Regno Unito       | 17                |
| Stati Uniti       | 29                |
| Svezia            | 21                |